# ФК Миньор (Бобов дол)
Миньор е български футболен клуб от Бобов дол. Играе мачовете си на стадион Николай Кръстев – Шулц.

## История
В Бобов дол организираният футбол датира от 30-те години на миналия век. След 1944 г. се осъществяват множество реформи, засягащи спортното движение в страната. През 1946 г. в селището съществува физкултурно дружество Бобовдолски миньор. Същата година то преминава на цялостна издръжка към мина „Бобов дол“ и приема името Миньор. В края на 1949 г., след поредната промяна, са създадени доброволни спортни организации, които се развиват на ведомствен принцип към съответните отраслови профсъюзи. През 1952 г. е образувана нова ДСО – Миньор. Тя се отделя от Торпедо и поради спецификата на района става най-популярна в Бобов дол. В 1957 г. е учредено ДФС Миньор. През 1985 г. на негова основа се образува едноименният футболен клуб.

## Успехи
- седмо място в Б група: 2004/05 г.
- осминафиналист в турнира за Купата на България: 2004/05 г.
- трето място във вътрешното първенство на АКС 2009/2010 г.

## Настоящ състав
- Владимир Манов – Вратар
- Росен Димитров – Вратар
- Венцислав Венциславов – Защитник
- Ивайло Иванов – Защитник
- Димитър Руйчев – Защитник
- Пламен Гигов – Защитник
- Виктор Райчев – Защитник
- Емил Виачки – Защитник
- Иван Илиев – Полузащитник
- Пламен Петров – Полузащитник
- Ивайло Райков – Полузащитник
- Венелин Борисов – Полузащитник
- Петър Петров – Полузащитник
- Георги Везенков – Полузащитник
- Валентин Ванов – Полузащитник
- Любомир Величков – Нападател
- Адриан Игов – Нападател
- Ивайло Паргов – Нападател
- Веселин Лозанов – Нападател

Състав АКС:
- Ивайло Преславски (вратар)
- Стефан Пенев (защитник)
- Йордан Цветков (защитник)
- Васил Колев (защитник)
- Георги Жилев (защитник)
- Николай Дочев (защитник)
- Борис Иванов (халф)
- Ричард Михайлов (халф)
- Симеон Гиргинов (нападател)
- Иван Трифонов (нападател)
- Петър Василев (нападател)

## Известни футболисти
- Румен Григоров
- Георги Везенков
- Бойко Първанов
- Славчо Бойчев
- Румен Асенов
- Милен Цветанов
- Пламен Петров
- Иван Бадалов
- Валентин Ванов
- Спас Манушкин
- Петър Малинов
- Юлиян Богоев
- Кирил Христов
- Георги Въжаров
- Георги Долмов
- Ивайло Странджов
- даниел ненчев
- Венцислав Огнянов
- Юлиян Максимов
- Кирил Кунев
- Симеон Запрянов
- Георги Станиславов
- Ангел Харалампиев
- Красимир Свиленов
- Иво Максимов
- Цветан Милотинов
- Красимир Атанасов(джината)
- Иван Недев
- Стефан Станчев
- Ивайло Славов
- Владимир Манов
- Цветан Видински
- Иван Ганев
- Анатоли Тонов
- Иво Димитров
- Андрей Борисов